# Florida State Road A1A
Pour les articles homonymes, voir Route 1.
State Road A1A est une route de l'État de Floride qui longe le plus souvent l'océan Atlantique, et qui relie Key West, au Sud de l'État, jusqu'à Callahan, près de l'État de Géorgie.